# 鶴間和幸
鶴間 和幸（つるま かずゆき、1950年12月 - ）は、日本の歴史学者、学習院大学名誉教授。専攻は中国古代史。秦漢時代が専門。

## 来歴
東京都生まれ。東京都立立川高等学校を経て、1974年東京教育大学文学部東洋史学科卒業。1980年東京大学大学院人文科学研究科東洋史博士課程単位取得退学。
1980年4月～1981年3月日本学術振興会奨励研究員、1981年茨城大学教養部講師、1982年助教授、1985年4月～1986年1月中国社会科学院歴史研究所外国人研究員、1994年～1996年茨城大学教養部教授、1996年学習院大学文学部教授、2021年名誉教授。
1998年「秦帝国の形成と地域」で、東京大学より博士（文学）の学位を取得。

## 人物
- 趣味はマラソン [3]。
- 交友関係は、北方謙三、吉川晃司、里中満智子など。特に、北方謙三とは、しばしば酒を酌み交わす仲である。

## 著書
※「学習院史学」第59号に2021年1月1日までの著作 (研究業績)一覧あり
- 『秦漢帝国へのアプローチ』山川出版社 1996（世界史リブレット）
- 『秦の始皇帝 伝説と史実のはざま』吉川弘文館「歴史文化ライブラリー」2001
- 『始皇帝の地下帝国』講談社 2001
  - 『始皇帝陵と兵馬俑』講談社学術文庫 2004
- 『ファーストエンペラーの遺産 秦漢帝国 中国の歴史3』講談社 2004／講談社学術文庫 2020
- 『秦帝國の形成と地域』汲古書院 2013
- 『人間・始皇帝』岩波新書 2015
- 『始皇帝の地下宮殿』山川出版社 2021
- 『新説 始皇帝学』カンゼン 2022
- 『始皇帝の愛読書 帝王を支えた書物の変遷』山川出版社 2023
- 『始皇帝の戦争と将軍たち』朝日新書 2024

### 編著ほか
- 『中国 NHKスペシャル「四大文明」プロジェクト』日本放送出版協会 2000
- 『中国「世界遺産」の旅 第2巻 中原とシルクロード』講談社 2005
- 『中国古代文明 世界歴史の旅』黄暁芬共著 山川出版社 2006
- 『悪の歴史　隠されてきた「悪」に焦点をあて、真実の人間像に迫る 東アジア編 上』清水書院 2017
- 『侠の歴史　士は己を知る者のために死す、「侠」に生きた勇者たち 東洋編 上』清水書院 2020
- 共著『神話世界と古代帝国』〈アジア人物史 1〉集英社 2023

執筆担当：第7章「中国最初の皇帝の人間像」377-444頁

### 学術出版
- 『黄河下流域の歴史と環境 東アジア海文明への道』東方書店：学習院大学東洋文化研究叢書 2007
- 『東アジア海をめぐる交流の歴史的展開』鐘江宏之共編 東方書店：学習院大学東洋文化研究叢書 2010
- 『東アジア海文明の歴史と環境』葛剣雄共編 東方書店：学習院大学東洋文化研究叢書 2013
- 『東アジア古代都市のネットワークを探る　日・越・中の考古学最前線』黄暁芬共編 汲古書院 2018
- 『馬が語る古代東アジア世界史』村松弘一共編 汲古書院 2018

### 翻訳
- 蘇暁康『黄河文明への挽歌 「河殤」と「河殤」論』学生社 1990

## 論文
- Cinii